# .укр
.укр – domena internetowa najwyższego poziomu przypisana Ukrainie. Jest to trzecia nazwa domeny zapisywana cyrylicą. Jej poprzedniczką jest .ua. Domena została utworzona 1 marca 2011. Jej administratorem jest UANIC (Ukrainian Network Information Centre).

## Historia
UANIC powstał w 2003 roku jako organizacja non-profit. W kwietniu 2004 dołączył do CyrLINC (Cyrillic Languages Internet Names Consortium) – organizacji której celem jest stworzenie standardu dla domen najwyższego poziomu krajów, w którym używa się cyrylicy. W 2009 roku po konsultacjach UANIC wybrał .укр jako proponowaną domenę dla Ukrainy.
23 grudnia 2010 UANIC złożył wniosek o przyznanie Ukrainie nowej domeny. Wniosek został rozpatrzony poprzez „szybką ścieżkę” utworzoną w 2009 roku dla krajów, w których oficjalny język jest zapisywany alfabetem inny niż łaciński i został zaakceptowany przez ICANN 1 marca 2011.